# Shahrestān-e Āmol
Shahrestān-e Āmol (persiska: شهرستان آمل, آمل) är en delprovins (shahrestan) i Iran.   Den ligger i provinsen Mazandaran, i den norra delen av landet, 100 km nordost om huvudstaden Teheran.
Delprovinsen hade 401 639 invånare 2016.